# Coenonympha bosniae
Coenonympha bosniae är en fjärilsart som beskrevs av Davenport 1941. Coenonympha bosniae ingår i släktet Coenonympha och familjen praktfjärilar. Inga underarter finns listade i Catalogue of Life.